# گرایسدورف
گرایسدورف (به آلمانی: Greisdorf) یک منطقهٔ مسکونی در اتریش است که در دویچلندسبرگ واقع شده‌است. گرایسدورف ۲۶٫۳۲ کیلومتر مربع مساحت دارد ۵۸۰ متر بالاتر از سطح دریا واقع شده‌است.